# Rosalie Filleul
Rosalie Filleul, nata come Anne-Rosalie Boquet (Parigi, 1752 – Parigi, 24 giugno 1794), è stata una pittrice francese.
Era assidua frequentatrice della Château de la Muette, ma venne ghigliottinata nel 1794, durante la Rivoluzione francese.
Figlia di Blaise Boquet (1721-1784), anch'egli pittore, Rosalie apparteneva alla famiglia degli Hallé.

## Fonti
- Olivier Blanc, Portraits de femmes, artistes et modèles à l'époque de Marie-Antoinette, Paris, Carpentier, 2006.
- Neil Jeffares, Dictionary of pastellists before 1800, London, 2006